# Pablo Polop
Pablo Polop o Polope y Valdés (mediados del siglo XVII–1689) fue un actor y dramaturgo español.

## Biografía
Su padre, Blas Polop, era actor, y él siguió también este oficio. Se casó con la actriz Josefa de San Miguel y ambos trabajaron en la compañía de Pedro de la Rosa y además en las de Simón Aguado, Manuel Vallejo y José de Prado. Su primera obra conocida es de 1676, y casi todas fueron destinadas a fiestas teatrales cortesanas, a veces con colaboraciones tan destacadas como la de Pedro Calderón de la Barca. Su gran éxito fue El hidalgote de Jaca, comedia de figurón representada en Palacio el 23 de febrero de 1686 por la compañía de Manuel de Mosquera y Rosendo López. Se le debe también la zarzuela Perfección es el desdén.
Para el cumpleaños de la Reina en 1685 escribió La profetisa Casandra, y leño de Meleagro; y dos años después compuso para el coliseo del Buen Retiro Los tres mayores imperios: el cielo, el mar y el abismo. Escribió varias piezas breves para Palacio, algunas hoy perdidas: Los diablillos locos, El labrador gentilhombre (una curiosa parodia de Le bourgeois gentilhomme, de Molière, escrita para agasajar a María Luisa de Orleans a su llegada a la Corte como fin de fiesta de la comedia de Calderón Hado y divisa de Leonido y Marfisa), Los matachines de Proserpina, La pastelería y burla de las cazuelas...

## Obras conservadas

### Comedias
- El hidalgote de Jaca, manuscrita
- Perfección es el desdén, manuscrita
- La profetisa Casandra, y leño de Meleagro, Madrid, 1685. Hay edición crítica moderna de Arturo Echavarren. Madrid / Frankfurt: Iberoamericana / Vervuert (Biblioteca Áurea Hispánica, 76), 2012.
- Los tres mayores imperios: el cielo, el mar y el abismo, Madrid, 1687

### Teatro menor
- El labrador gentilhombre, fin de fiesta para Hado y divisa de Leonido y Marfisa de Pedro Calderón de la Barca, manuscrito
- Loa para ‘La profetisa Casandra’, Madrid, 1685
- Loa para ‘Los tres mayores imperios’, Madrid, 1687.